# 新加坡华侨中学
新加坡华侨中学（Hwa Chong Institution，简称“华中”）是一所新加坡6年制的自主中学，设有4年制初中部和2年制高中部，为12岁到18岁的学生提供教育。今天的华侨中学已经成为新加坡最顶尖的5所中学之一，虽然主教语已更改为英语，但依然保持了比较浓厚的华文背景。

## 发展历史

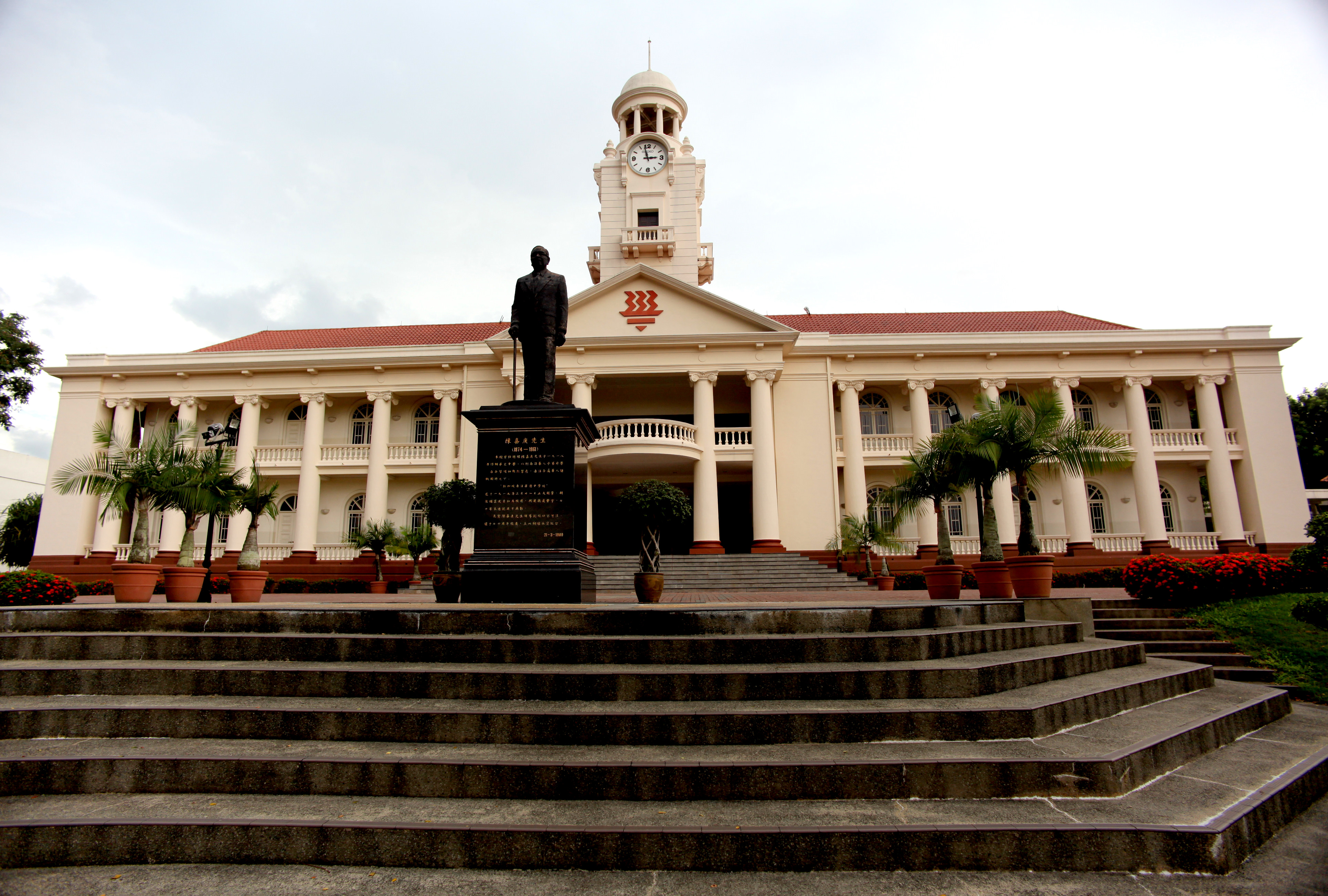
新加坡华侨中学钟楼及华侨中学创办人陈嘉庚塑像

华中的前身为两所独立行政的附属院校 - 1919年创办的新加坡南洋华侨中学（The Chinese High School）和1974年创办的华中初级学院（Hwa Chong Junior College），于2005年正式合并为新加坡华侨中学，提供六年制新加坡-剑桥普通教育证书高级水准直通车课程。合并后，新加坡华侨中学的中学部遵循南洋华侨中学的传统，只招收男学生；其高中部则遵循华中初级学院的传统，兼收男女学生，并同时接纳南洋女中六年制直通车课程的中四毕业生。

### 南洋华侨中学
华中的历史可以追潮到1913年， 当时的华社领袖，着名商业巨人陈嘉庚先生，提议设立一所中学，以应付新加坡青年的教育需求。此计划获得多达20 000新元的资金，用于建筑学校的费用。1919年3月21日，新加坡海外华侨中学校正式招生，首届学生人数为78人。 1925年，学校获得额外600 000美元的资金，迁至79英畝（320,000平方米）的校地，并正式更名为南洋华侨中学。
成立以来，华中提供全面的初中和高中教育。 直至第二次世界大战前夕由陈嘉庚代表资助。 学校曾于1933年2月因为大量教职员集体辞职而暂时关闭。 学校于次年2月重新开放，并聘请了新的教职员和校长。 同一年间， 李光前成为掌校主席，此安排持续至1957年。 期间华中数次因为资金问题面临关闭逆境，但通过华社，尤其是陈嘉庚和李光前的慷慨捐献得以继续开课。
新加坡戰役中，学校的钟楼因为地势高，成为盟军捍卫者的总部，后沦为日本皇军的官邸。期间，学校也沦为一个临时集中营，成为肃清大屠杀的拘留所。 战争结束后，学校重新开放，继续提供中学教育。 1950年代和1960年代期民间动乱期间，许多学生、教师和校友参加或领导了一系列的反殖民骚乱。
华中于1979年被授予特选中学的权限，实行以中英为第一语文的双语教育。1987年，华中在试验计划下被授予自主学校的使命，并在教育部的协助下开始推行改制课程。华中所推行的改制课程为全国首创，后推行到其他顶尖学府。 这包括取消年中考试并改为野营旅行，以及加入各个强化课程。

### 华中初级学院
华中初级学院为新加坡第二间初级学院。在1970年，时任教育部长的王邦文与新加坡中华总商会的董事会讨论建立10所初级学院，以取代中学的两年大学预科班。
1974年，华中初级学院从华侨中学的大学先修班分割成立，并与华中所属同一校委会。 华初的英文名翻译至华侨中学的缩写“华中”，以强调两校之间的关系。华中初级学院当时为续新加坡国家初级学院后成立的第二间初级学院，也是新加坡首间由政府资助的初级学院。
1987年5月8日，华中初级学院因校舍建筑结构出现问题而暂时搬迁，于义安理工学院和兀兰直至1987年12月，并在之后暂时迁入武吉巴督34街。华中于1992年重回重建后的校舍上课。
华初被2004年被授权成为独立院校，成为新加坡第一间独立初院。

### 合并后的华侨中学
华侨中学自2005年起全面实行直通车计划，使学生能够接受6年完整的中学教育，不必再在4年之后参加O水准会考。提供高中教育的华初也因此重新并入华侨中学。合并后的学府保留了华文校名。 华中也于同年设立了华中国际学校，提供独立自主的国际文凭大学预科国际班课程。 华中高级文凭（Hwa Chong Diploma）也于同年设立。此文凭颁发给排名前30%的顶尖毕业生，与新加坡-剑桥普通教育证书高级文凭一同颁发。

## 历任校长
于2005年合并后的华侨中学历任校长如下：
| 校长全名   | 英文名             | 就职年份    |
| ---------- | ------------------ | ----------- |
| 洪伟雄先生 | Mr. Ang Wee Hiong  | 2005 - 2009 |
| 潘兆荣博士 | Dr. Hon Chiew Weng | 2010 - 2017 |
| 彭俊豪先生 | Mr. Pang Choon How | 2018 - 2023 |
| 李白彬先生 | Mr. Lee Peck Ping  | 2024 - 至今 |

## 历任董事长

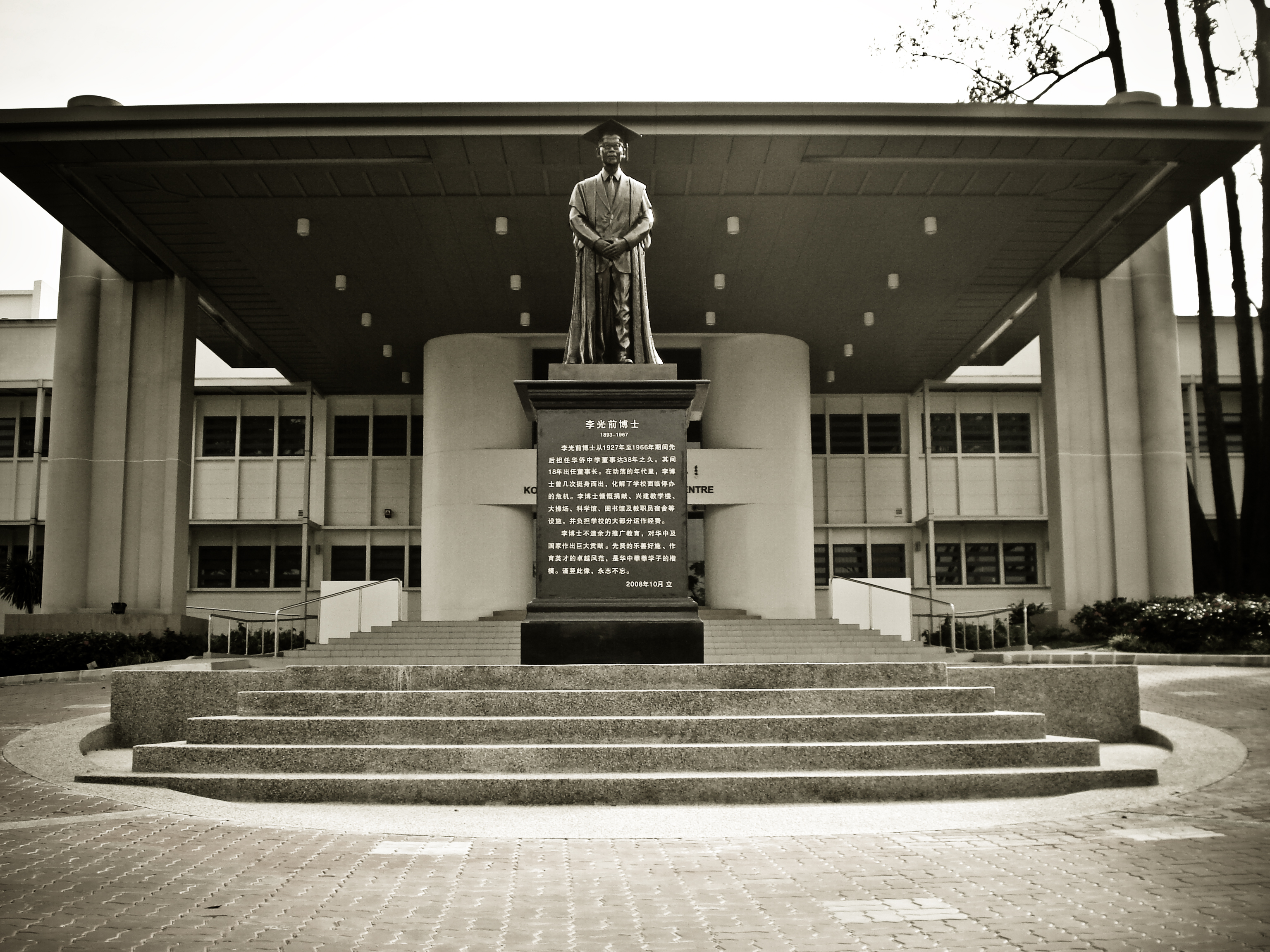
新加坡华侨中学李光前像

| 董事长全名 | 就职年份  |
| ---------- | --------- |
| 杨禧年     | 2003-2007 |
| 张拔群     | 2007-2009 |
| 李喜隆     | 2009-至今 |

## 特色

### 校服
华中的中学部中一至中三学生均穿白色短袖衬衫，搭配卡其色短裤和白袜子。 四个金属钮扣佩戴在两个前袋和两个肩膀上。 学校的领子针戴于左领上。 无论是白色，蓝色或黑色的鞋子，必须穿着白色或黑色的鞋带。 中四学生和高中部男生一律穿长米色衬衫配搭米色长裤。 女学生穿米色衬衫配搭米色裙子。高中部的制服原为前华中初级学院校服，由首届毕业的一名马来学生设计。

### 纪律
华中采用记分制。学生若行为不良将获得记分。累积的记分可能影响最终成绩和某些奖项，奖学金和海外旅行的资格。“学生手册”规定，对于严重的违法行为，学生可能会受到拘留，暂停，驱逐的惩罚。

### 校徽
华中目前的校徽由传统的繁体汉字“華”（huá）形成。全红色校徽也象征激情的火炬，象征华中（乃至华初）自强不息的精神。

### 校歌
华中有两个校歌。中学部的校歌为华文校歌，沿用了前南洋华侨中学的校歌。此校歌于1934年由邵庆元先生编写。 高中部的校歌则为英文校歌，沿用了前华中初级学院的院歌。

## 校园
华中的主要校园面积为72英亩，是东南亚最大的校园之一。华中的校园里不仅有初中部，还有高中部，华中国际学校，以及华中寄宿学校。校园的一处也有新跃大学的武吉知马分校。
2008年，华侨中学为了让学生体验课程之外的科研项目，建造了一个科研中心。科研中心里有10所实验室，为如微生物学等设立实验室。
校园内还设立了鼎昌楼，以新加坡前总统王鼎昌命名，目的是要全面发展学生，尤其是在艺术及领导方面。在内，有音乐室，舞蹈室，及重量锻炼室等设施。

除了这两个专用设施，华侨中学也有一个三层楼高的图书馆，一个体育馆，一个400米跑道等设施。

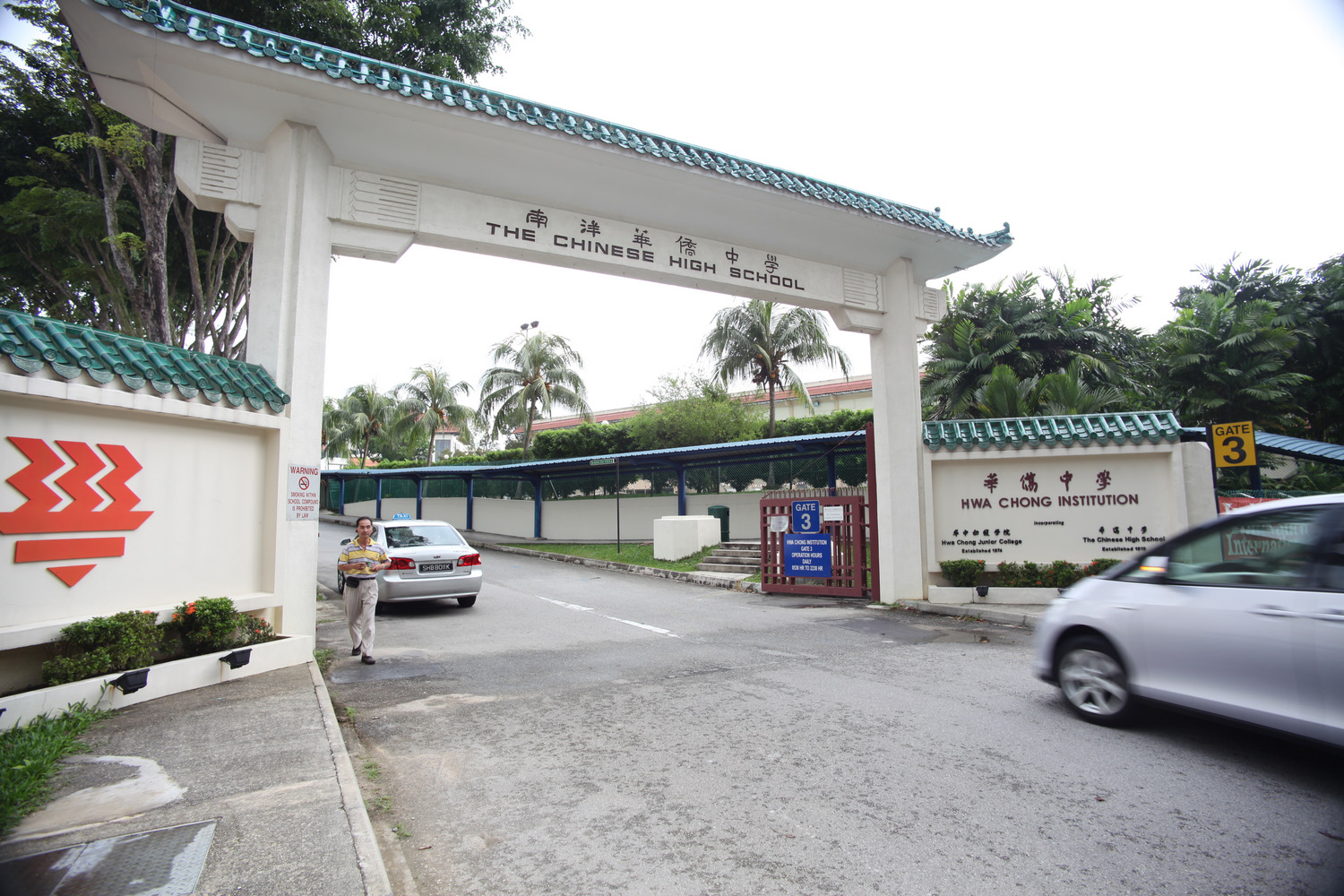
2010年摄的华侨中学校门
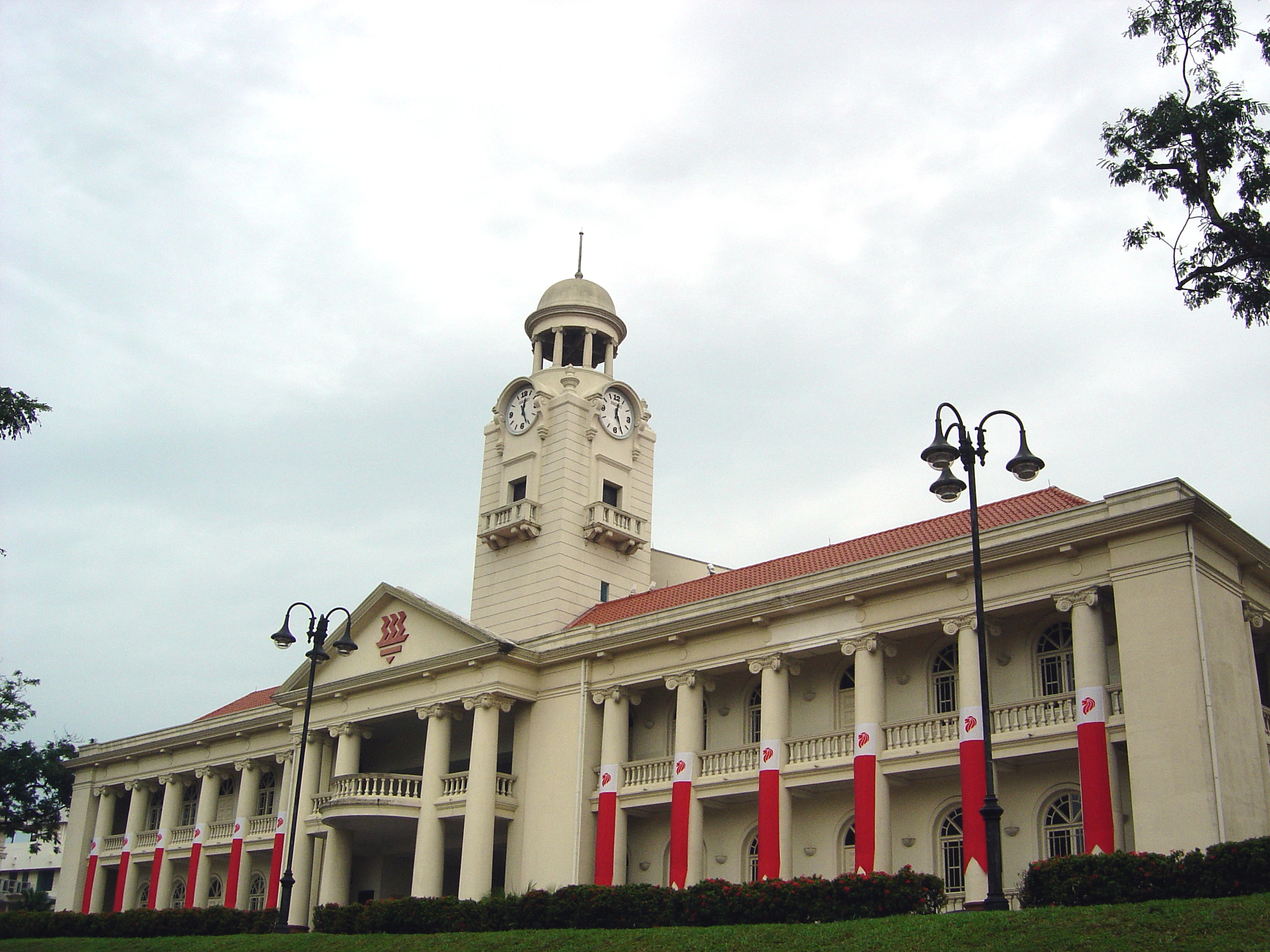
华侨中学钟楼--新加坡国家重点文物
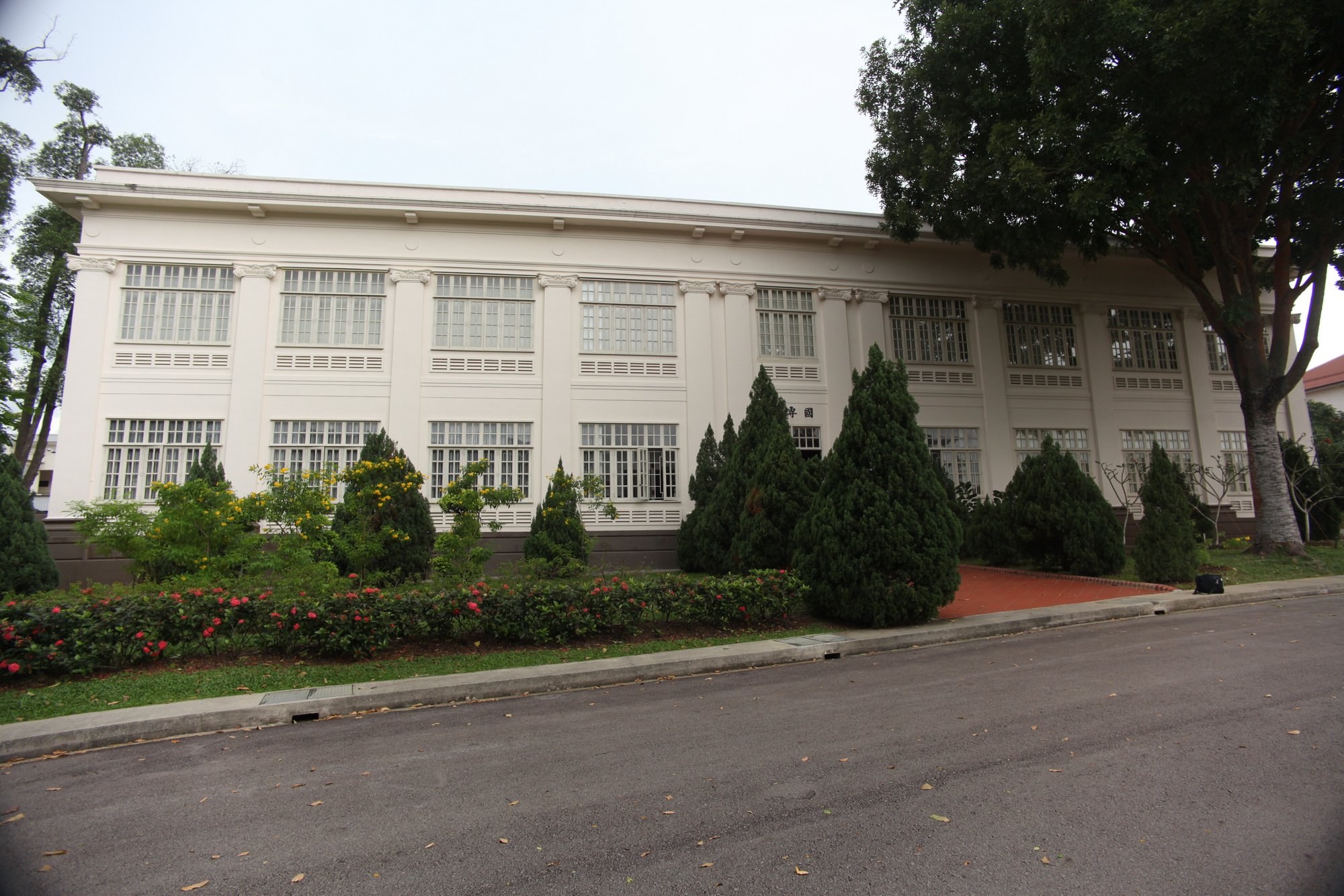
国专馆
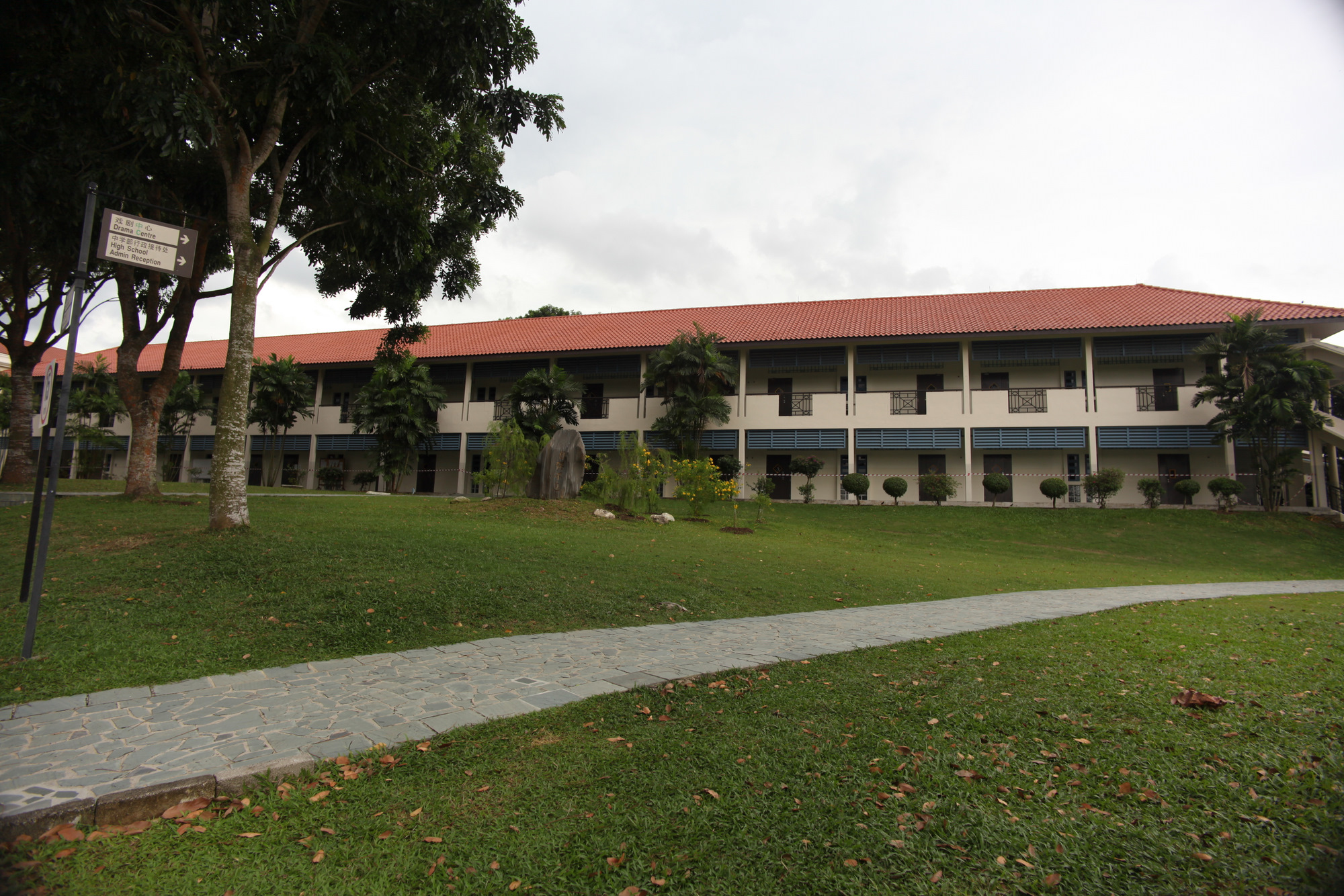
教学楼
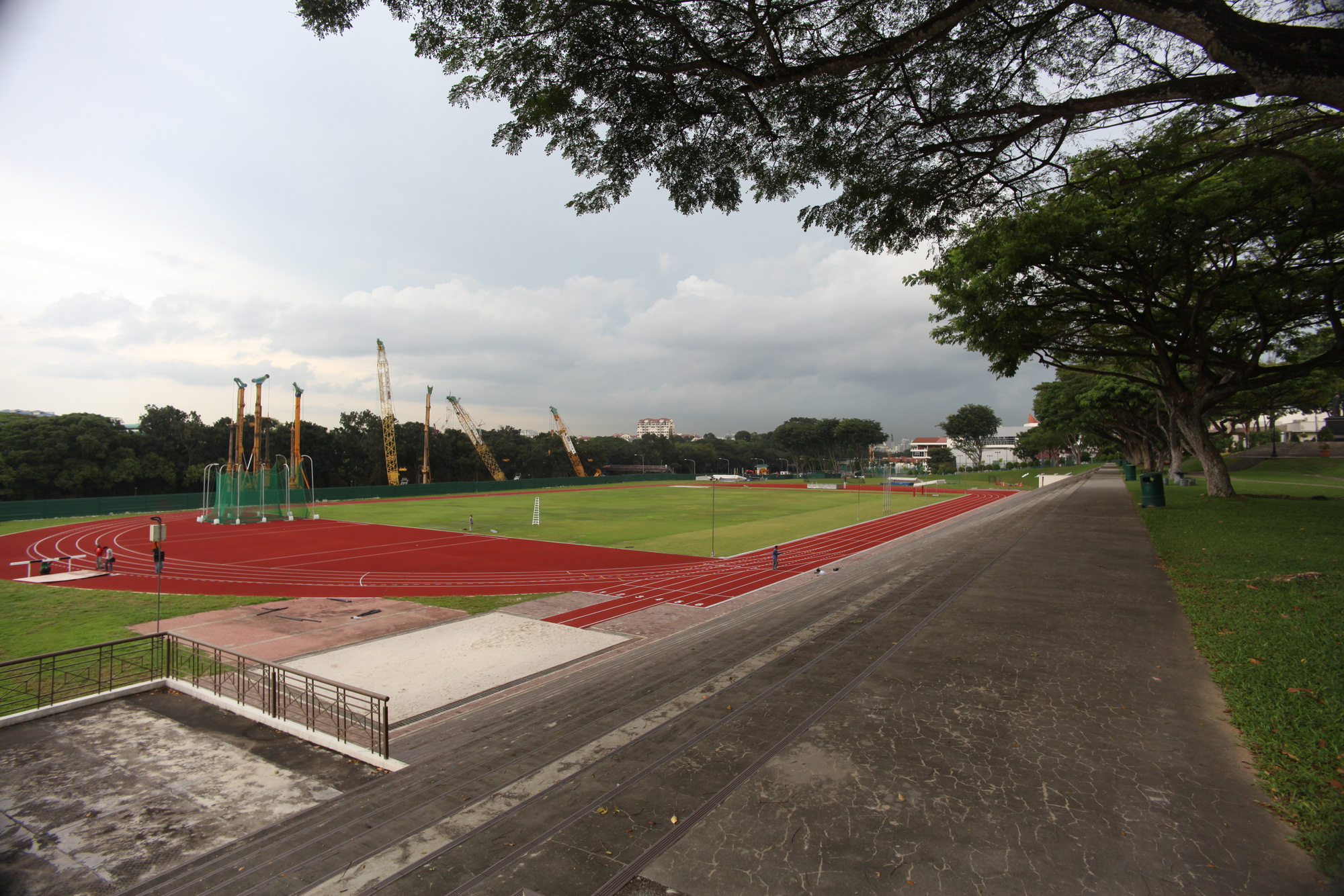
华侨中学体育场